# 采野吉洋
采野 吉洋（うねの よしひろ、1959年〈昭和34年〉5月14日 - ）は、鹿児島県を拠点に活動する日本のフリーアナウンサー。

## 略歴
滋賀県大津市出身。私立東山高等学校、関西大学卒業。中学から大学まで一貫して放送系のクラブに在籍。大学生時代は「海賊放送研究会」で活動し、1982年（昭和57年）にMBCへ入社。同期には上野知子がいる。血液型はA型で、「うねちゃん」と言うニックネームで有名。MBCラジオの「アニメでGo!Go!」では番組内で「アニメキング」と名乗っていた。「アニメでGo!Go!」終了後は、采野が司会を行う城山スズメ番組内で水曜日16時から放送されているミニコーナー「お父ちゃんのアニメソング」において、懐かしいアニメソングを扱うという趣旨で受け継がれている。ラジオ番組中では「うね神（うねがみ）さま」と呼ばれたり自ら名乗ったりしており、城山スズメ番組内ではリスナーから求められた数々の、ご祈祷を行っている。2011年（平成23年）からアナウンス部長を務め、2025年3月をもって定年退職。
実兄は、西日本放送ラジオセンター長の采野友啓。

## 人物
若手の頃、深夜のラジオ番組のパーソナリティを務めた時に、生放送中であるにもかかわらず采野本人を、侮辱や誹謗中傷する投稿が多々見られたハガキ投稿者の、その品の悪さにハガキを破りながら激怒したことがある。この中でも、特にえげつない投稿については投稿主の実名も公表していた。
新人当時にある番組で、ロッキード事件の被告人として公判中だった田中角栄の事務所に電話で取材をしたことがあったが、最後に「頑張って下さい」と伝えたことがあった。

### 病気療養
2006年（平成18年）5月、出演番組を突如全て降板。後輩アナウンサーからは「インドへ修行に出た」と洒落か本気か判らないコメントが出されたが、同年8月12日放送の『うねうねWEEKEND』内にて、本人からの録音メッセージにより脳内出血だと明かされた。「突然消えた形になって申し訳ない。現在は退院し通院してリハビリ中。秋口には復帰したい」と語り、復帰まで『うねうねWEEKEND』はレポーターのスマイリー園田が代役を務め、笹田美樹と帰りを待った。『アニメでGo!Go!』は、MBC社内で代役が見つからず、文化放送を中心に他局のアニラジを臨時放送したが、その番組の中には采野や鹿児島のリスナーへ配慮し、MBCラジオ向けに収録した番組もあった。
幸い言語障害はなく、2006年（平成18年）12月6日ラジオのニュース担当として現場復帰。2007年（平成19年）1月1日より『アニメでGo!Go!』に、同年4月から『うねうねWEEKEND』に復帰を果たし、2011年（平成23年）4月からは平日のMBCラジオ「城山スズメ」でメインパーソナリティも務める。しかし、以前よりも番組の出演本数は減り、現在は特番や定時ニュースを除き、ほとんどテレビ出演は無い。

## 出演番組
すべて南日本放送の番組
ラジオ
- 城山スズメ
  - 金曜（1988年〈昭和63年〉10月 - 1989年〈平成元年〉3月、『夜の城山スズメ』兼務）
  - 月曜 - 金曜（2011〈平成23年〉年4月 - 2022年〈平成24年〉9月)　　　　
  - 月曜-木曜　(2022年〈平成24年〉10月 - )
- MBC50ニュース

テレビ
- どーんと鹿児島[注釈 7]
- MBCニュース

### 過去の出演番組
テレビ
- ザ・ベストテン[注釈 8]
- クイズどんかご（1990年〈平成2年〉1月 - 1990年〈平成2年〉9月）
- ビッグモーニング[注釈 9]
- ポップオンタイム

ラジオ
- 青春キャンパス（1986年）[注釈 10]
- アニメでGo!Go!（1982年〈昭和57年〉10月 - 2010年〈平成22年〉9月）
- ラジオ天国ちゃんときいてナイト金曜日
- 土曜はおまかせ「うねうねWEEKEND」（1999年〈平成11年〉 - 2011年〈平成23年〉3月26日）
- うねちゃんのチェストいけ!ヤング[1]
- うねちゃんの人権よもやまばなし